# شرحبيل بن ذي الكلاع
شرحبيل بن ذي الكلاع الحميري. قائد عسكري مسلم من قادة بني أمية. أبوه صحابي قُتل في معركة صفين في صف معاوية بن أبي سفيان.
شارك في معركة عين الوردة في جند الأمويين، وساهم في تحقيق النصر فيها على التوابين المطالبين بالثأر لمقتل الحسين بن علي في معركة كربلاء، وكان والي العراق حينها عبيد الله بن زياد. لكن المطالبين بالثأر ما لبثوا أن ثاروا مرة أخرى في دولة المختار الثقفي يقودهم إبراهيم بن الأشتر النخعي في معركة الخازر، التي قُتل فيها ابن زياد عام 66 هـ. اشترك بن ذي الكلاع مع ابن زياد، لكنه قُتل لاحقاً.
قتله سفيان بن يزيد بن المغفل الغامدي 